# Takagi Takahiro
Takahiro Takagi (sinh ngày 1 tháng 7 năm 1982) là một cầu thủ bóng đá người Nhật Bản.

## Sự nghiệp câu lạc bộ
Takahiro Takagi đã từng chơi cho JEF United Ichihara, Thespa Kusatsu, Omiya Ardija, Consadole Sapporo, Albirex Niigata, FC Gifu và SC Sagamihara.